# Theodore Felix von La Hache
Theodor(e) Felix Von La Hache (Dresden, 20, 21 of 22 maart 1822 – New Orleans, 21 november 1869) was een Duits componist.

## Leven

### Dresden (Duitsland) (1822-1842)
Theodor(e) Felix Von La Hache werd geboren in Dresden, zeer waarschijnlijk met de achternaam Von Hacke. 
Het is bekend, dat hij een muzikale opleiding volgde aan het Conservatorium van Dresden, waar hij werd ingewijd in de geheimen van het vrije contrapunt door Karl Gottlieb Reissiger (1798-1859).
Zoals zovele jonge mannen in zijn tijd emigreerde Von La Hache op 20-jarige leeftijd 1842 naar Amerika. Hij kwam in 1842 in New Orleans aan om daar een nieuwe toekomst op te bouwen. De heersende mode was om een Frans-klinkende achternaam te hebben; daarom wijzigde hij zijn Duits klinkende achternaam in Von La Hache.

### New Orleans (Verenigde Staten van Amerika) (1842-1869)

#### Muziekpedagoog: pianist
De eerste 4 jaren zocht Von La Hache werk, mogelijk als organist, maar in elk geval heeft hij veel tijd besteed om zich te vestigen als muziekpedagoog. De krant "The Daily Picayune" schrijft in 1854 dat hij bekendstond als een zeer succesvol docent. Hij gaf veel pianoles en componeersw voor zijn —vooral vrouwelijke— studenten stukken voor piano. Het was ook niet ongewoon dat hij een compositie opdroeg aan een van zijn beste studentes. Hij geeft deze gebundeld in "Collections", "Musical Album for 1855" (uitgave: Firth Pound & Co), "Album for 1857" (uitgave: Olivier Ditson) en "Grand Etudes de Salon pour Piano" (Uitgave: Von La Hache). 

#### Organisator
Toch was zijn invloed op het publiek van New Orleans niet het grootst als organist of muziekdocent, maar veel meer als componist en dirigent, en het meest als organisator van muzikale evenementen.

#### Componist van polka's en liederen
Op muzikaal gebied wilde Von La Hache zich presenteren als een volgeling van Haydn en Händel, wat blijkt uit zijn aanmelding bij de Handel and Haydn Society in Boston.
Zijn composities vielen zeer in de smaak. "The Daily Picayune" schreef: 
Wij begroeten met blijdschap en trots elke nieuwe kunstuiting binnen onze stad en daarom voelen we ons zo gelukkig, kennis gemaakt te hebben genomen van een nieuw muzikaal werk van de heer T. La Hache, welke de hoogste lof verdient. Deze componist is reeds bekend bij het publiek door verschillende publicaties, zoals Polka’s, Variaties en Fantasieën; hij is trouwens een van de meest populaire mensen, die bijdragen leveren aan de toonaangevende niveau van muzikaliteit in ons land.

 
Doordat hij ook zijn werk liet uitgeven buiten New Orleans, en dan met name in New York in bladen als "Saroni's Musical Times", "The Musical World and Times" en "The Message Bird" werd hij een zeer bekende musicus. Een correpondent schreef: 
Ik vind La Hache een geweldig vent en door en door een musicus, vol enthousiasme voor zijn kunst. Hij heeft een groot talent voor compositie en arrangement en een heel fijne smaak. Hij is uiterst ijverig, zonder verbeelding of eigendunk, vraagt weinig en is geheel toegewijd aan de muziek. Hij is zeer geliefd hier, hij heeft een groot aantal leerlingen en een nog groter aantal vrienden.

#### Componist van kerkmuziek: missen
Ook hier weer triomfen! Men schrijft in 1851: 
Nu brengt hij uit een Grand Jubilee Mass voor 4 stemmen, opgedragen aan de Handel and Haydn Society. Door zijn werk te plaatsen onder het Beschermheerschap van een Vereniging, die zulk een naam draagt, geeft de auteur meteen al op de titelpagina aan wat zijn muzikale voorliefde is, zijn muzikale voorkeuren liggen, in welke sfeer en op basis van welke muzikale principes hij deze Mis componeerde. Hij is trouw gebleven aan de ‘Duitse School’, hij houdt er zich strikt aan en legt alle valse verfraaiingen weg, die niet horen bij die verheven stijl van componeren. Het is misschien juist om die reden, dat de heer La Hache de meeste eer verdient: hij heeft een prachtige compositie tot stand gebracht, zonder het kader uit het oog te verliezen; het is werkelijk geheiligde muziek, van begin tot het einde, zonder enige bijmengsels. Zo te kunnen componeren vereist natuurlijke aanleg, talent en studie. We kunnen niet anders als de componist verder alle succes toewensen. Nu hij heeft getracht zijn vleugels ook uit te spreiden over de kerkelijke muziek, zou hij zich nog een klein beetje moeten verheffen en ons als volgende stuk een Oratorium moeten schenken.
In 1855 lijkt het alsof Von La Hache zich voornamelijk gaat bezighouden met het componeren van missen. Ten minste 6 missen worden er dan uitgegeven door Philipp P. Werlein. Verder brengt hij een set van 3 missen uit, een soort trilogie dus, opgedragen aan de H.Petrus, H. Antonius en de H. Theresia. De Petrusmis is de enige van de drie, die in zijn oorspronkelijk gepubliceerde vorm is bewaard gebleven. Gemerkt als opus 141 is het een stuk voor 3 partijen, bedoeld voor het ordinarium van de mis, met orgelbegeleiding en verschillende passages voor solostem.
Daarna komt nog de Union Mass (uit november 1858) en ten slotte zijn laatste mis “Missa Pro Pace” uit 1864. Deze mis voor de vrede is een reactie van Von La Hache op de verschrikkingen van de Burgeroorlog in 1863, toen praktisch heel Louisiana het toneel werd van dood en vernietiging. Deze mis is het enige nog bekende religieuze werk dat door een Amerikaan werd gecomponeerd tijdens de Amerikaanse Burgeroorlog. Het werd door Henry Tolman & Company uit Boston in 1867 uitgegeven als het opus 644 van Von La Hache.
Deze compositie bestaat uit 10 delen en is daarmee ook het langste werk dat Von La Hache ooit tot stand bracht. Het werk werd in 1869 en in 1895 heruitgegeven in New York.
Andere missen verschenen pas na zijn overlijden, zelfs een tiental jaren later, toen bij B.Schott’s Sohne maar liefst 9 missen werden uitgegeven, waarvan er twee nog niet eerder waren gepubliceerd. Deze composities zijn geschreven rond 1855.
Zijn bekendste werken zijn:
- de Missa Pro Pace, een zeer grootschalige mis voor solisten, koor en orkest, opus 644
- de Mis in F
- de Mis St.Louis
- de Mis St. Thérèse, opus 421

#### Organist en koormeester
In 1850 werd Von La Hache de eerste organist bij de kerk van de H. Theresia van Avila, op de hoek van Campstreet en Eratostreet in New Orleans. Tevens werd hij "Musical Director" van de kathedraal St.Patrick. Deze laatste functie gaf hij in 1855 op. 

#### Laatste jaren
In februari 1867 liep Von La Hache een loodvergiftiging op, wat een slopende en verlammende invloed zou hebben op het werken met zijn handen. Hij legde zich dan ook meer en meer toe op het in- en verkopen van piano's in een zaak die hij in 1866 met zijn compagnon Doll had geopend. Het was de indertijd befaamde "Piano Wareroom", gevestigd op het adres Baronnestraat 17. De “New Orleans Crescent” schreef: “Het grote assortiment van de beste piano’s die op het Amerikaanse Continent worden gemaakt en die Professor La Hache zojuist had ontvangen en die ter verkoop staan in zijn vestiging.”
Ook door het uitgeven van muziekpartituren probeerde hij in zijn levensonderhoud te voorzien. Zijn financiële situatie werd echter steeds slechter. Om hem geldelijk te steunen organiseerde men een benefietconcert op 7 mei 1869. 
Von La Hache overleed op zaterdag 21 november 1869 in New Orleans. 

## Waardering
Onmiddellijk na zijn overlijden werden zijn verdiensten voor het muzikale leven in het algemeen en voor de stad New Orleans in het bijzonder in de pers breed uitgemeten. Lange lofredes verschijnen in de "Tagliche Deutsche Zeitung", de "New Orleans Times" en de "Daily Picayune". Zo werd hij omschreven als een 
uiterst talentvolle musicus, die – of het nu was als componist, dirigent of als docent - in alle opzichten eminent te noemen was.

## Uitgevers
Na de dood van Von La Hache bleven uitgevers tot in de 20e eeuw doorgaan met het uitgeven van zijn werk, al dan niet in de vorm van bewerkingen. De meeste gepubliceerde werken zijn thans opgenomen in de bibliotheken in New York, Boston, New Orleans en Baton Rouge.
Naast deze bekende, reeds gepubliceerde werken, zijn er ook nog kleine werkjes bewaard gebleven met niet-gepubliceerde religieuze muziek. Deze liggen opgeslagen in de nalatenschap van Henri Fourrier in het Departement of Archives van de Louisiana State University Library in Baton Rouge. In die collectie zijn manuscript kopieën van 4 korte hymnen, een Benediction en 2 lofzangen.